# 孟買海灘 (加利福尼亞州)
孟買海灘（英語：Bombay Beach）是位於美國加利福尼亞州因皮里爾縣的一個人口普查指定地區。

## 地理
孟買海灘的座標為33°21′03″N 115°43′47″W / 33.35083°N 115.72972°W，而該地最高點為海拔高度-68米（即-223英尺）。

## 人口
根據2010年美國人口普查的數據，孟買海灘的面積為2.44平方千米，當中陸地面積為2.44平方千米，而水域面積為0.00平方千米。當地共有人口295人，而人口密度為每平方千米120人。